# Sémantique dénotationnelle
Pour un article plus général, voir Sémantique des langages de programmation.
En informatique, la sémantique dénotationnelle est une des approches permettant de formaliser la signification d'un programme en utilisant les mathématiques. Parmi les autres approches, on trouve la sémantique axiomatique et la sémantique opérationnelle.
Cette discipline a été introduite par Christopher Strachey et Dana Scott.
En général, la sémantique dénotationnelle utilise des techniques de programmation fonctionnelle pour décrire les langages informatiques, les architectures et les programmes. Les mathématiques utilisées en sémantique dénotationnelle font partie de ce qu'on appelle maintenant la théorie des domaines.

## Idée générale
La sémantique dénotationnelle permet d'affecter un sens à un programme informatique en tant que fonction au sens mathématique du terme. Par contraste avec des sémantiques opérationnelles, elle vise à fournir à la sémantique du langage de plus fortes propriétés structurelles. Un exemple symbolique est la compositionnalité : la sémantique dénotationnelle de la séquence de deux programmes est la composition de leurs sémantiques respectives.